# Француски институт у Београду
Француски институт у Београду је наследник Француског културног центра у Београду, културног и просветног оператера Амбасаде Француске. Поред Београда, Француски институт у Србији има своја седишта у Нишу и Новом Саду. Остварује пројекте (самостално или у партнерству) из области уметности, културе, наставе и промовисања француског језика, високог образовања и истраживања, а такође је посвећен младима, културним и друштвеним иновацијама, као и дебатама о многим савременим темама.
Медијатека Француског института је смештена у Кнез Михајловој улици 31, а администрација, курсеви и радионице у Змај Јовиној 11.

## Историјат
Прво француско културно удружење у Београду основано је 1920. године под именом „Друштво пријатеља Француске“ или „Француски клуб“ и постаје место окупљања љубитеља француског језика у главном граду. Други светски рат и окупација доносе крај овој сарадњи и гашење установе. Ипак, књиге из библиотеке „Француског клуба“ остају доступне публици, тајно, посредовањем једне локалне библиотеке, смештене у Змај Јовиној улици. У мају 1945. отвара се читаоница у улици Кнез Михаиловој 20, као претеча „Француског културног центра“ који се од самог оснивања, 1951. године усељава у зграду Унион, у близини.
Зграду Унион је тридесетих година пројектовала група француских архитеката, чија су имена данас изгубљена; изграђена је 1938. да би била седиште осигуравајућег друштва „Унион“, основаног 1828. Име друштва, као и датум његовог оснивање, угравирани на врху зграде.
Од педесетих до почетка деведесетих година, Француски културни центар развија своје активности. У првим данима НАТО бомбардовања 1999. током манифестација делимично је био опљачкан, али касније је у потпуности обновљен и поново отворен. Захваљујући храбрости и преданости студената и професора Филолошког факултета у Београду, од којих неки данас раде у Институту, највећи део фонда билиотеке био је спашен и пренешен у подруме Филолошког факултета, потом враћен у Културни центар, у тренутку када је поново почео да ради. 
Дана 8. децембра 2001. реновирани Француски културни центар званично је отворио председник Жак Ширак. 1. јануара 2011. Француски Културни центар прекрштен је у Француски институт у Србији.

## Активности
Мисија Франсцуског института је да путем културе, образовања, иновација и сазнања, изгради нове путеве између Француске и Србије. У остварењу пројеката сарађује са многобројним и разноврсним партнерима: независни или институционализовани културни оператери, издавачи, музеји, филмски стручњаци, школске и образовне установе, универзитети, истраживачки центри, предузећа, coworking простори и инкубатори за развој предузетништва, локалне заједнице, НВО...
Три главна сектора сарадње су:
- Образовна сарадња: двојезична настава, промовисање француског језика, подршка франкофоном деловању у Србији, омладина и спорт;
- Универзитетска и научна сарадња: подршка мобилности студената и универзитетској и научној сарадњи;
- Уметничка и културна сарадња: подршка организацији фестивала и местима ширења, професионалних размена.[4]

## Дешавања
Бројна дешавања у оквиру пројеката и активности Француског института одвијају се кроз групе: филм, књига и дебате, образовање/наука, музика/сценске уметности, визуелна уметност/дизајн, франкофонија, тестроскоп.
2020. године организована је манифестација Дигитални новембар, са разноврсним програмом. Овај фестивал дигиталних култура, који се одвија у 75 земаља широм света, истиче рад француских талената који стварају у дигиталној сфери и промовише међународну сарадњу са стручњацима из целог света.
У оквиру француско-српске научне сарадње у области археологије и у част обележавања 70 година Француског института у Србији, Институт за археологију у Београду и Универзитет у Стразбуру, уз подршку Француског института у Србији, организовали су 2021. године изложбу Царичин град: репрезентативни пример француско-српске научне сарадње у области археологије. Француско-српски истраживачки пројекат на локалитету Царичин град почео је 1978. године и представља најстарији међународни научноистраживачки пројекат у области археологије у Србији.
Сваке године преко 50 студената и младих истраживача уз помоћ (стипендије) одлазе на студије у Француску, а преко 800 ученика из више од 20 градова Србије годишње полаже школски ДЕЛФ испит; прати се рад професора француског језика у Србији како би се унапредило учење француског у школама (радионице Бирам француски); Караван француског филма обилази више од 20 градова у Србији, а и развијају се бројни пројекти образовања у областима науке, филма, уметности...